# Reputnebu

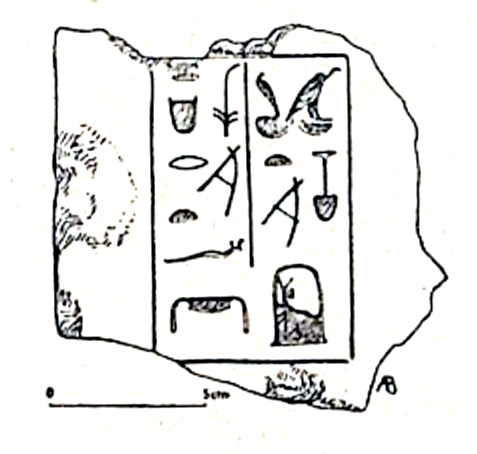
Statuenfragment aus dem Totentempel der Niuserre-Pyramide mit dem Namen der Königin Reputnebu; Ägyptisches Museum Berlin (17438)

Reputnebu war eine Königin der altägyptischen 5. Dynastie und Gemahlin von Pharao Niuserre.

## Belege
Ihr Name ist bislang nur durch eine einzige Nennung auf einem Statuenfragment aus dem Totentempel der Niuserre-Pyramide in Abusir bekannt. Weitere, inschriftenlose Fragmente, die in der Mastaba des Wesirs Ptahschepses in Abusir gefunden wurden, könnten ebenfalls zu einer Statue Reputnebus gehört haben.

## Herkunft und Familie
Die Abstammung Reputnebus ist unbekannt. Möglicherweise war sie die Mutter von Niuserres einzigem bekannten Kind, der Prinzessin Chamerernebti, die später den Wesir Ptahschepses heiratete. Völlig unklar ist auch das familiäre Verhältnis von Niuserre und Reputnebu zu Menkauhor, der nach Niuserre Pharao wurde.

## Grabstätte

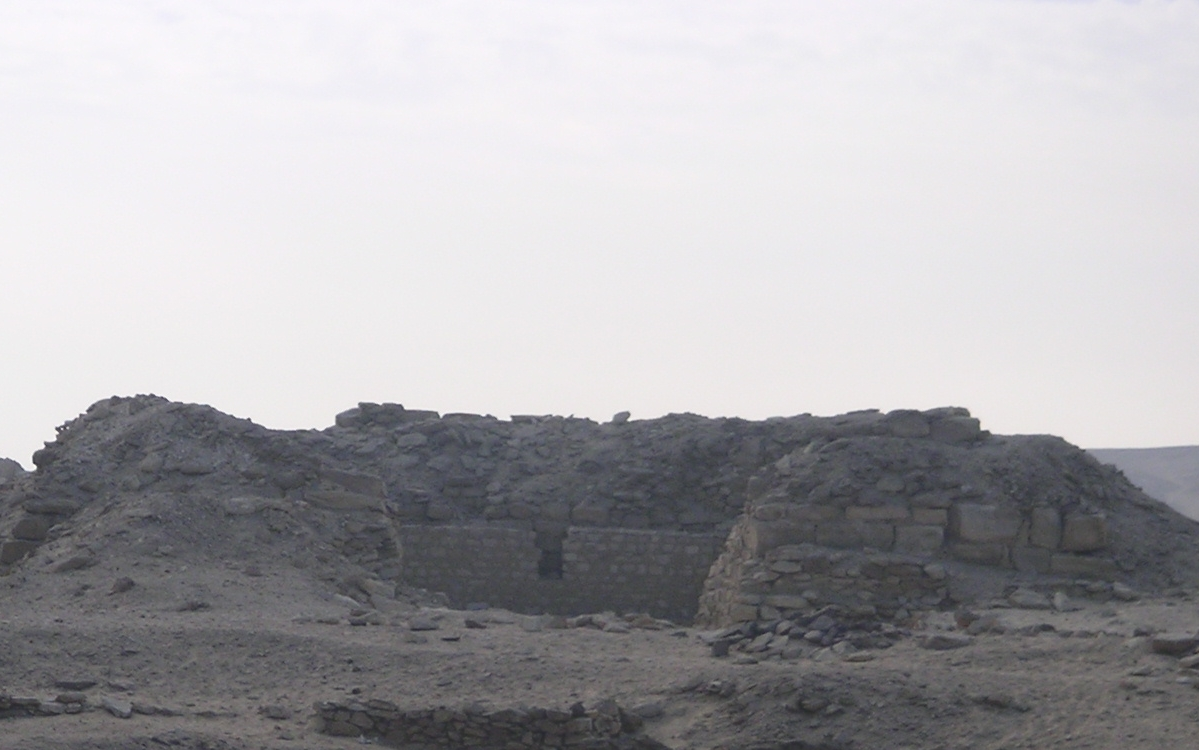
Die Lepsius-XXIV-Pyramide, die mögliche Grabstätte Reputnebus

Die Grabstätte von Reputnebu ist bislang nicht sicher identifiziert. Am wahrscheinlichsten ist die einzige Königinnenpyramide, die Niuserre errichten ließ. Es handelt sich um die stark zerstörte Lepsius-XXIV-Pyramide im Süden der königlichen Nekropole von Abusir. Das Bauwerk hat ein Basismaß von 31,5 m und eine ursprüngliche Höhe von 27,3 m, ragt heute aber nur noch 5 m empor. An der Ostseite sind noch die Reste einer kleinen Kultpyramide und des Totentempels erhalten. Das Kammersystem der Pyramide besteht aus einem von der Nordseite herabführenden Gang und einer zentral gelegenen Grabkammer. In dieser wurde neben Resten der Grabausstattung auch die Mumie einer jungen Frau von etwa 21–23 Jahren gefunden, bei der es sich wahrscheinlich um die ursprüngliche Grabbesitzerin handelt. Aufgrund fehlender Inschriften ist jedoch unklar, ob es sich tatsächlich um Reputnebu handelt.